# Desmophyllum
Desmophyllum är ett släkte av koralldjur. Desmophyllum ingår i familjen Caryophylliidae.
Kladogram enligt Catalogue of Life:
| Desmophyllum | \| \| Desmophyllum dianthus \| \| \| \| \| \| Desmophyllum striatum \| \| \| \| |
|              | \| \| Desmophyllum dianthus \| \| \| \| \| \| Desmophyllum striatum \| \| \| \| |
|              | Desmophyllum dianthus                                                           |
|              |                                                                                 |
|              | Desmophyllum striatum                                                           |
|              |                                                                                 |

## Bildgalleri

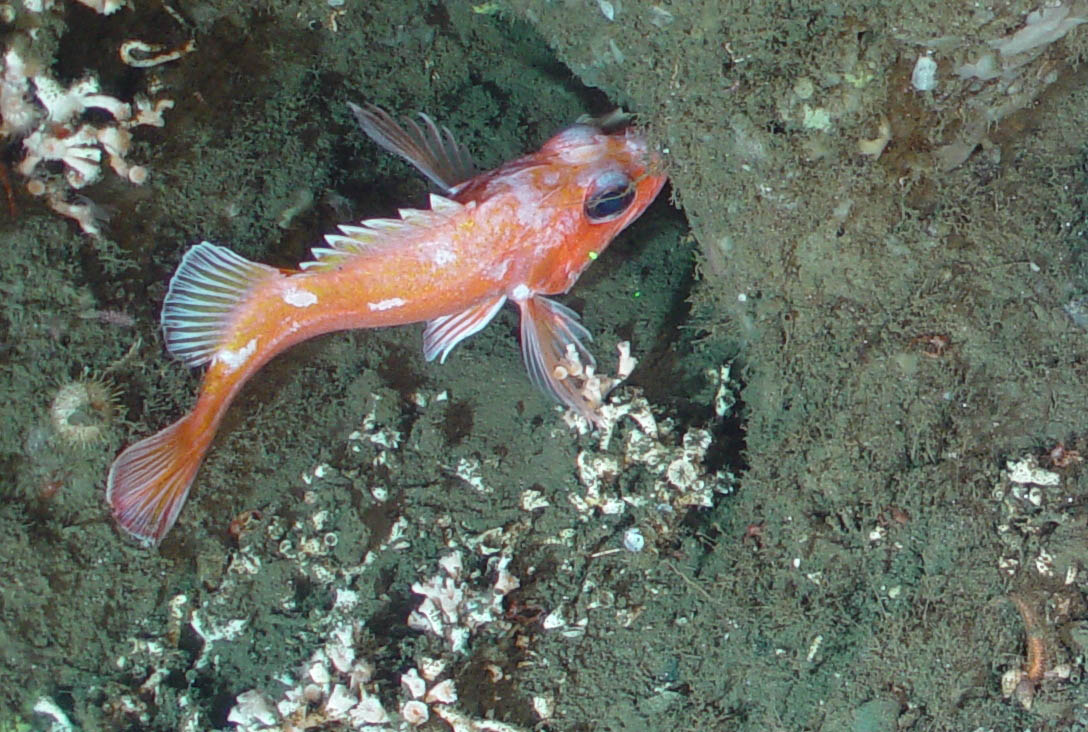
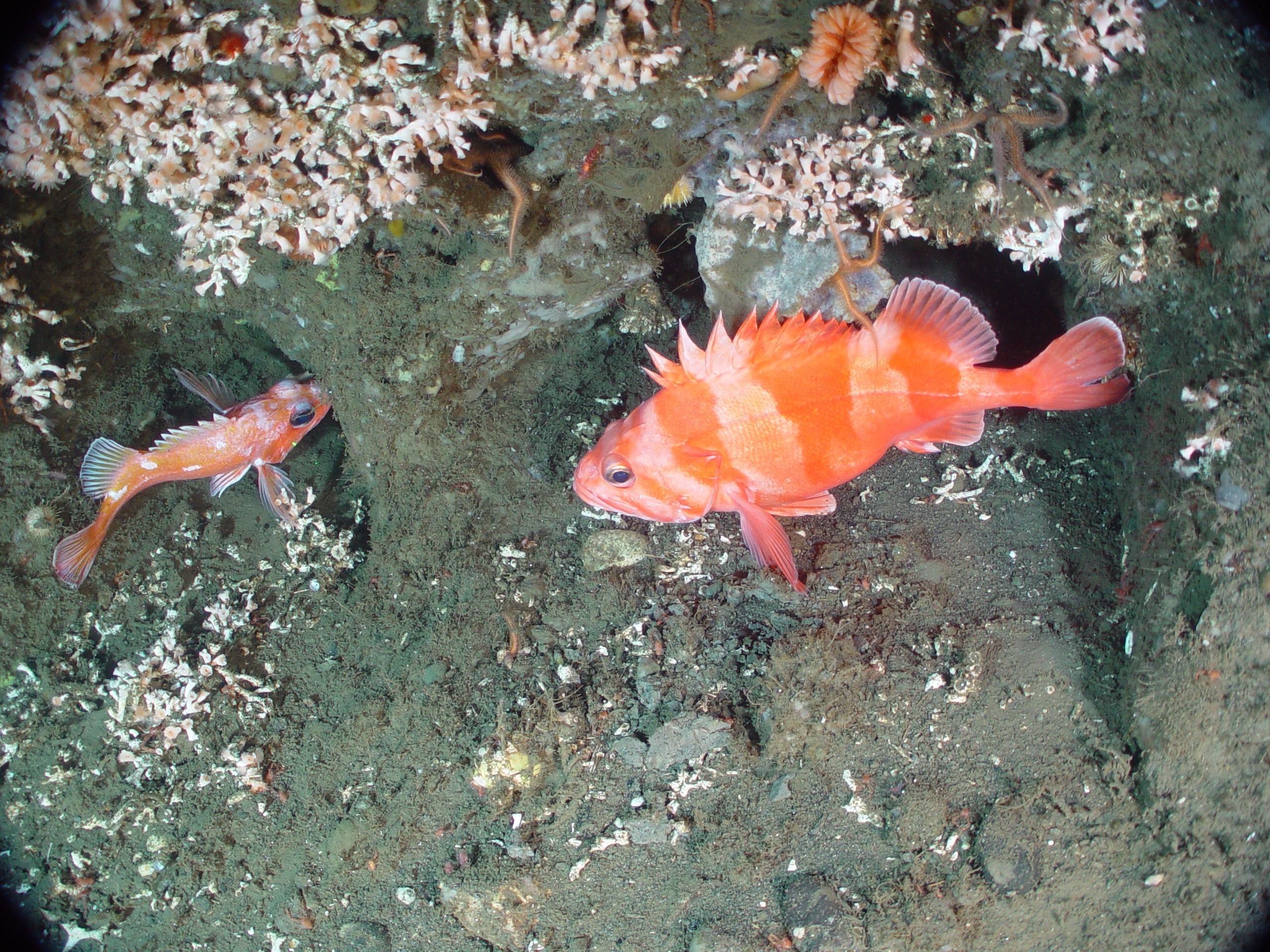